# Grande Terre (Kerguelen)
Grande Terre bzw. Grande-Terre, auch Île Kerguelen, ist die Hauptinsel des Kerguelen-Archipels im südlichen Indischen Ozean. Sie macht 92,5 % der Fläche der Kerguelen aus; mit 6675 km² ist sie hinter Grande Terre von Neukaledonien und Korsika die drittgrößte Insel Frankreichs. Nach Madagaskar und Sri Lanka ist sie auch die drittgrößte Insel, die vollständig im Indischen Ozean liegt. Seit 2019 ist sie zusammen mit den restlichen Kerguelen UNESCO-Weltnaturerbe.

## Name
Der Name „Grande Terre“ (lit. „Großes Land“) wird im Französischen manchmal für Hauptinseln einer Inselgruppe benutzt, die keinen eigenen Namen haben. In der Liste der Toponyme der französischen Süd- und Antarktisgebiete und in der topografischen Karte des Institut géographique national von 1973 taucht der Name nicht auf. Edgar Aubert de la Rüe verwendete den Namen jedoch bereits 1932 in seinen Artikeln. Heute wird die Bezeichnung sowohl von der Verwaltung der französischen Süd- und Antarktisgebiete in offiziellen Schriften als auch im Managementplan des Naturschutzgebiets benutzt.

## Geografie

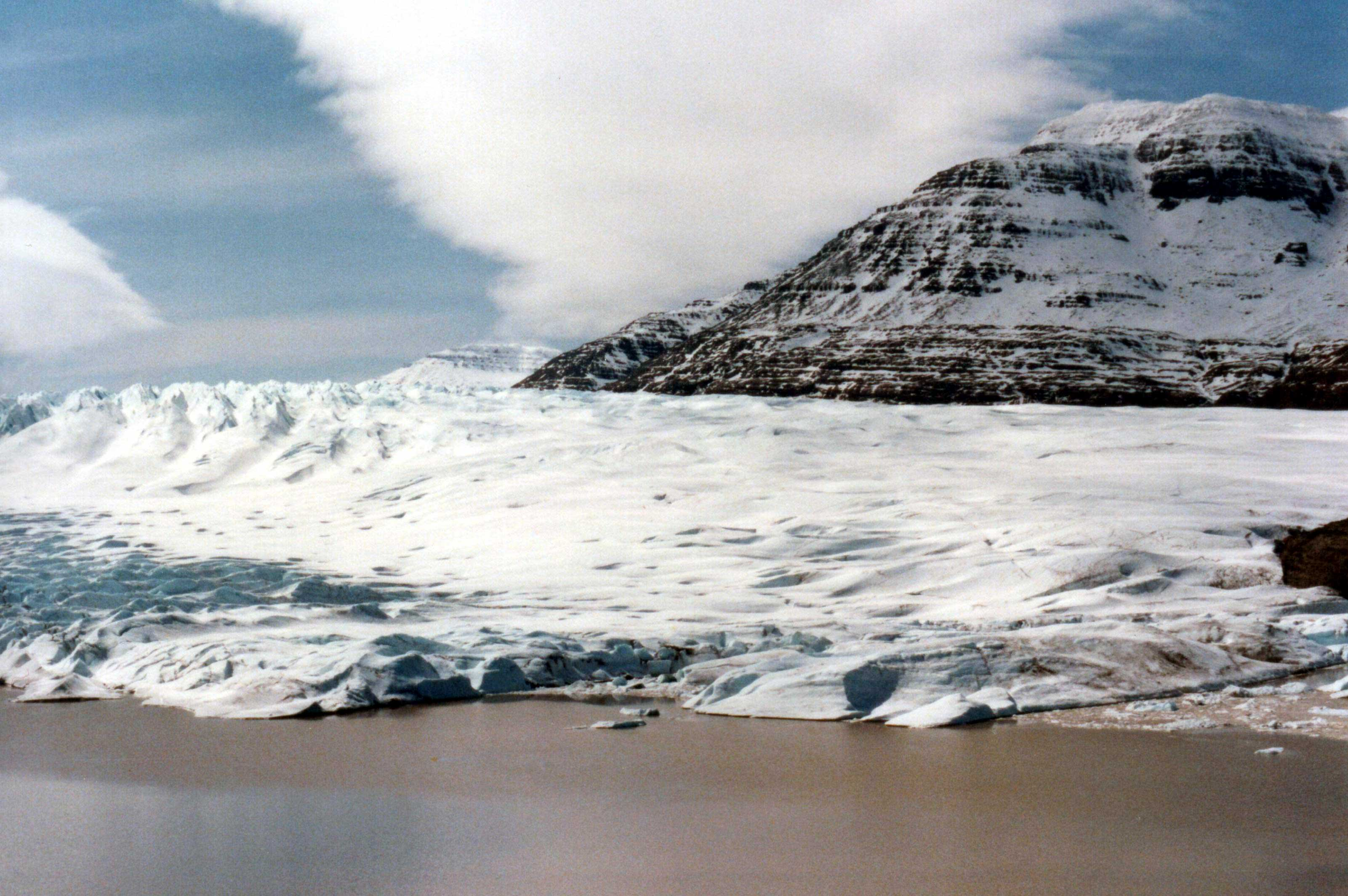
Der Cook-Gletscher

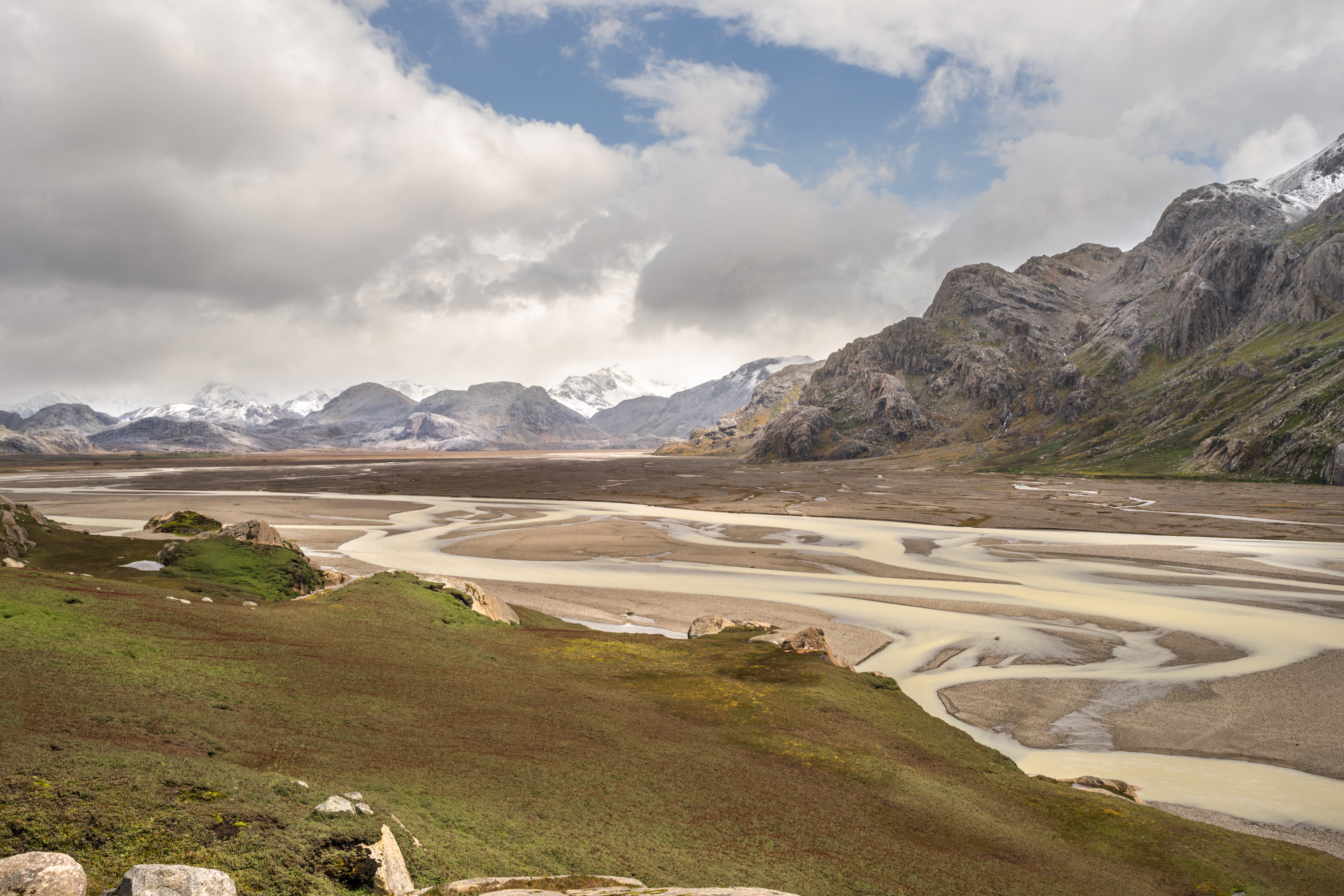
Das Larmortal

Der vulkanische Kerguelen-Archipel ist ein aus dem Meer ragender Teil des weitgehend submarinen, aus einem Hotspot entstandenen Kerguelenplateaus im Indischen Ozean.
Grande Terre hat eine Ausdehnung von etwa 120 km Nord-Süd und 130 km Ost-West. Die Insel ist sehr bergig und teils vergletschert. Die Küstenlinie wird durch zahlreiche Fjorde, Buchten und Halbinseln bestimmt, allen voran die Courbet-Halbinsel, die den östlichen Teil bildet. Die Loranchet-Halbinsel ist die nördliche Verlängerung von Grande Terre, die drei Halbinseln Rallier du Baty, Gallieni und Jeanne d’Arc, die nur über eine schmale Landzunge verbunden ist, bilden den Großteil der Südküste. Die Halbinsel Presqu’ile Ronarc’h ist nur über einen 400 m breiten Isthmus mit der Halbinsel Jeanne d’Arc verbunden.
Im zentralen, westlichen Teil der Insel ragt der Vulkan Le Dôme auf, dessen Hänge vom Zentralplateau mit dem Cook-Gletscher, mit 403 km² Frankreichs größter Gletscher, eingenommen werden. Der höchste Punkt der Insel ist jedoch der 1850 m hohe Stratovulkan Mont Ross im Gallieni-Massiv auf der Gallieni-Halbinsel. Auch die Rallier-du-Baty-Halbinsel ist mit dem Mont Henri bis zu 1262 m hoch. Weiterhin gibt es viele Täler und Seen auf der Insel, der größte ist der 27 km² messende Lac Marville im äußersten Osten der fluvio-glazialen Auswaschungsebene der Courbet-Halbinsel.
Insbesondere im Norden Grande Terres zwischen Loranchet- und Courbet-Halbinsel und im Südosten zwischen Courbet- und Jeanne-d’Arc-Halbinsel (Golfe du Morbihan) befinden sich zahlreiche vorgelagerte Inseln, von denen Île Foch mit 206 km² die bei Weitem größte ist.

## Ökologie

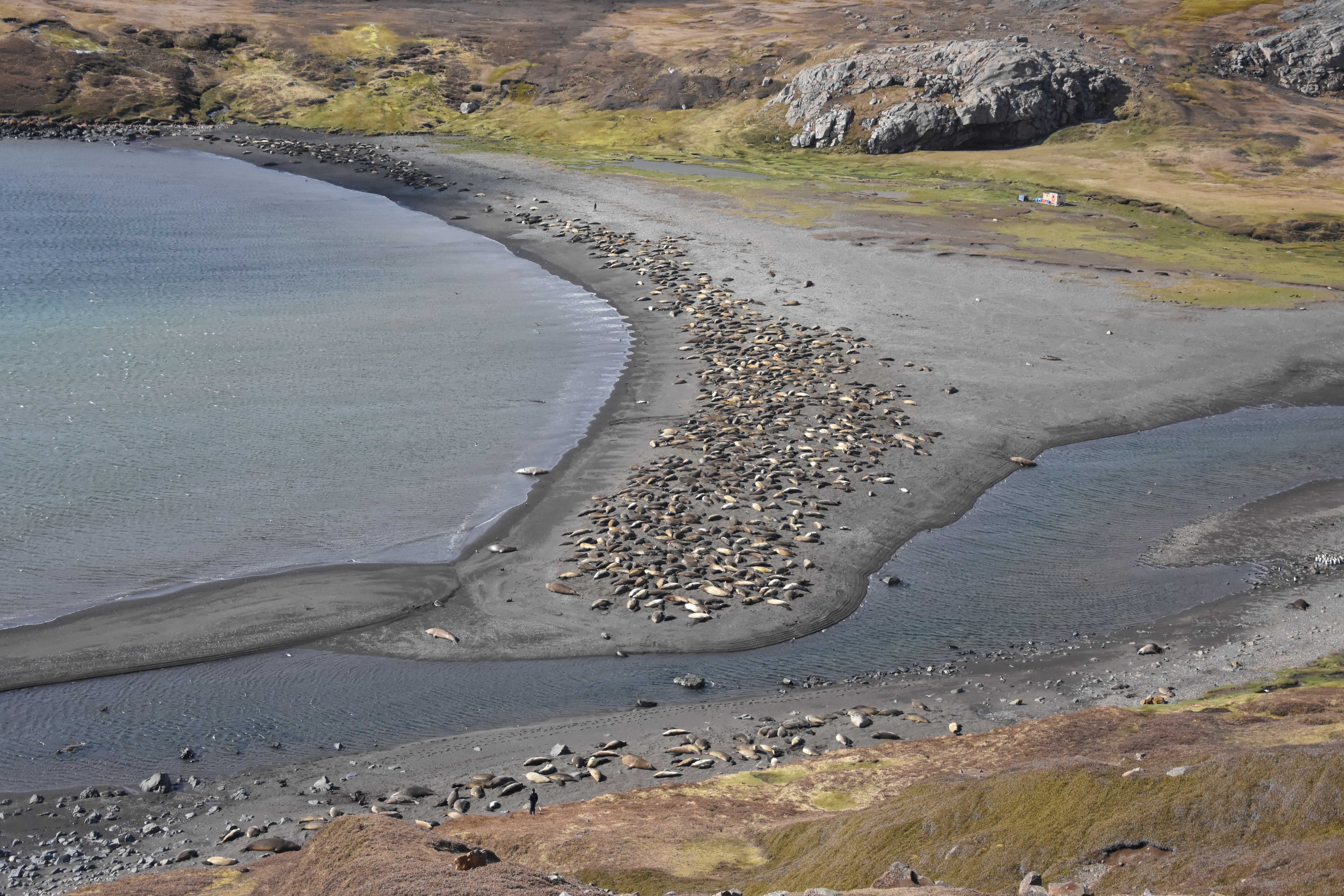
See-Elefantenkolonie auf der Courbet-Halbinsel

Auf der Insel gibt es große Kolonien von See-Elefanten, Seebären, Pinguinen, Albatrossen, Sturmvögeln, Kormoranen und weiteren Tieren. Vom Menschen eingeführte Tierarten wie Rentiere, Katzen, Kaninchen und Mäuse haben sich auf der Insel ausgebreitet und die einheimische Fauna stark geschädigt. Flora ist aufgrund des subantarktischen Klimas spärlich; eine wichtige Pflanze ist der Kerguelenkohl.

## Besiedlung
Auf Grande Terre befindet sich die einzige Siedlung des Archipels, die seit 1949 betriebene Forschungsstation Port-aux-Français an der Südküste der Courbet-Halbinsel. Sie hat im Winter mindestens 45 und im Sommer bis zu 120 Menschen Personal. Daneben gibt es weitere seismische, geophysikalische, geomagnetische und Walfangstationen, die früher besetzt waren. In Port-Couvreux fand 1912–31 ein Besiedlungsversuch statt. Alle Ortschaften der Inselgruppe, abgesehen von einigen isolierten Hütten, befinden sich auf Grande Terre.